# Shane McCutcheon
Shane es un personaje de ficción en la serie The L Word. La actriz que lleva su papel en la serie es Katherine Moennig. Shane es una estilista en Los Ángeles, California que la mayoría de las veces sale a pasarla bien al lado oeste de Hollywood.

## Biografía
Shane nació en Austin, Texas. Su madre, quien era una adicta, la puso en una casa de ciudad cuando tenía 9 años de edad. Al iniciar la serie ella menciona nunca haber conocido a su padre pero un poco antes de su boda con Carmen de la Pica Morales ella se ve con el e intenta establecer una relación padre e hija la cual no resulta buena ni duradera. Pero gracias a ello conoce a su hermano Shay a quien cuida durante los primeros capítulos de la 4.ª temporada.
Shane solía ser una prostituta sin hogar trabajando (porque tuvo que dormir en su camioneta) en Santa Mónica Bulevar. Muchos de sus clientes creían que era niño, lo que la ponía en gran riesgo de convertirse en víctima de crímenes de odio si supieran la verdad. Empezó cuando era aún una adolescente, pero lo dejó después de que alguien la ayudó a entrar a la escuela de estilistas.
En la primera temporada, ella vivía con 3 lesbianas declaradas, compartiendo un apartamento de un ambiente, pero en la segunda temporada, se mudó con Jenny Schecter Mia Kirshner que descubrió su faceta homosexual en la primera temporada, quien a finalizar dicha temporada por problemas psicológicos y se queda en la misma casa viviendo con Carmen después de su ruptura con ella sigue viviendo con Jenny rentando un estudio fuera de la casa a Max.
Shane tiene un impresionante don para crear nuevos y exquisitos estilos de cabello y poco a poco se ha hecho de reputación en Hollywood como lo nuevo y mejor.
Alguna vez se presumió que ella había dormido con más de mil personas, y se dijo que abusaba de drogas procesadas. Shane tiene una forma de destruir relaciones cuando le van bien (Moennig ha llamado a Shane una auto-saboteadora'). Un ejemplo de esto es cuando se involucra con la esposa de un influyente inversor Hollywoodense llamada Cherie Jaffe, quien se arriesga en financiar un salón de belleza para ella. El inversor cree que Shane se ha acostado con su hija, lo cual no es más que una fantasía de ella. En la temporada tres, Shane engaña a su novia Carmen con Cherie la cual reaparece en la vida de Shane.
Shane es una buena persona, siempre está ahí para sus amigos cuando están en crisis. De hecho Shane conoce los humores de la gente y sabe cómo tratarlos, lo que lleva a que muchas personas se quieren aprovechar de su talento para sabotear a otras.
A lo largo de la serie se ve cómo Shane va evolucionando, e incluso parece que está intentando mantener relaciones largas y serias aunque luego vuelve a recaer en su estado auto-saboteador.
Shane es una de las personas que expresa lo que siente claramente aunque suele cometer errores. Tiene miedo a la felicidad.
- Datos: Q2629742